# Jos van der Donk (sporter)
Jos van der Donk (Utrecht, 20 januari 1954) is een voormalig Nederlands atleet, die gespecialiseerd was in het speerwerpen. Van der Donk verloor zijn onderbeen door een ongeluk in militaire dienst.
Van der Donk maakte in 1980 zijn debuut in het atletiek en heeft aan meerdere Paralympische Spelen meegedaan. Zo kwam hij in 1984 uit voor Nederland op de Paralympische Zomerspelen in Stoke Mandeville en won daar zilver. Op de Paralympische Zomerspelen van 1988 in Seoel veroverde hij het goud. In 1990 stopte Van der Donk met topsport maar 10 jaar later, in 2000, maakte Van der Donk zijn comeback. Hij was daardoor ook in 2004 in Athene erbij. Voor de Paralympische Zomerspelen in 2008 in Beijing was hij eveneens geselecteerd. Na deze spelen heeft hij zijn carrière definitief beëindigd.
In het dagelijks leven is hij GZ-psycholoog.